# Etiqueta de cotización

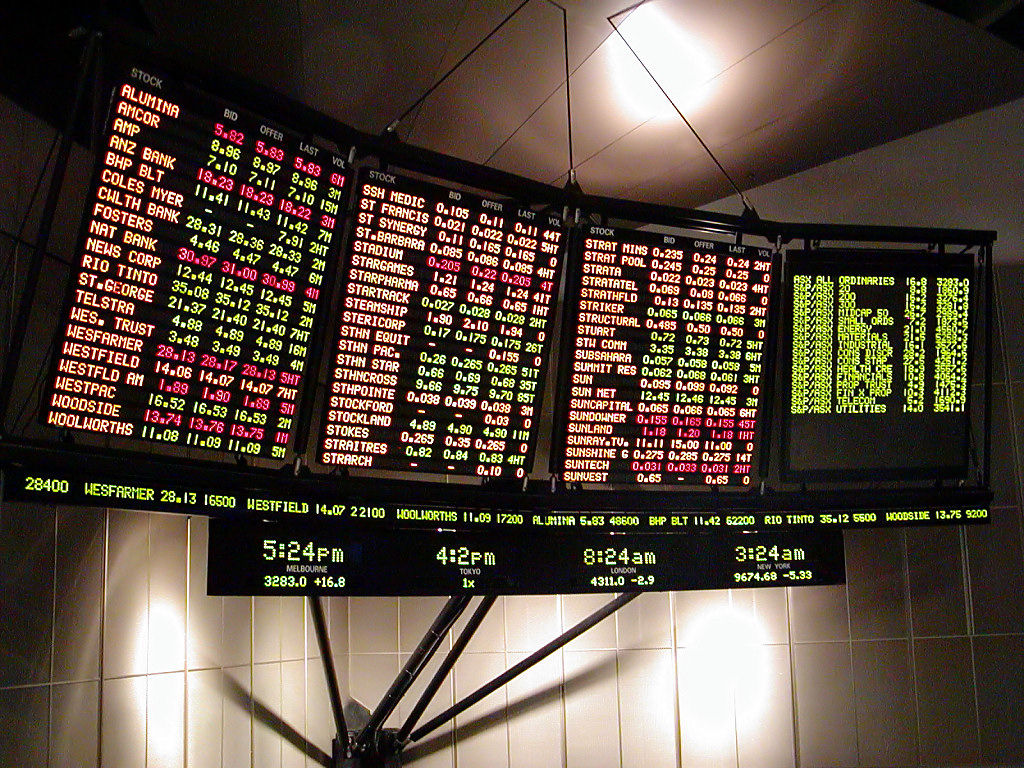
Monitor electrónico

Un etiqueta de cotización o código de cotización, también conocido como ticker (en inglés: stock ticker), es un código alfanumérico que sirve para identificar de forma abreviada las acciones de una determinada empresa que cotiza en un determinado mercado bursátil.
En los mercados occidentales se suelen emplear códigos de entre una y cuatro letras, que a menudo representan una forma abreviada del nombre de la empresa, aunque no siempre es así. Por ejemplo, la empresa tecnológica Microsoft cotiza en NASDAQ con el código MSFT; y 3M cotiza en la Bolsa de Nueva York con el código MMM. Sin embargo, Cedar Fair, empresa que gestiona parques de atracciones en los Estados Unidos, cotiza en la Bolsa de Nueva York con el código FUN (fun es «diversión» en inglés). La empresa italiana de comunicación Mediaset cotiza en la Bolsa Italiana con el código MS, pero en el IBEX 35 con TL5, forma abreviada de su canal de televisión Telecinco.
- Datos: Q1548784